# Micromandibularia
Micromandibularia – rodzaj chrząszczy z rodziny kózkowatych i podrodziny zgrzypikowych.

## Zasięg występowania
Przedstawiciele tego rodzaju występują w Azji Południowo-Wschodniej oraz w Indiach.

## Systematyka
Do Micromandibularia należą 3 gatunki i 3 podrodzaje:
- Podrodzaj: Cephalosaperda Pic, 1936
  - Micromandibularia atrimembris
- Podrodzaj: Micromandibularia Pic, 1936
  - Micromandibularia ruficeps
- Podrodzaj: Rufomandibularia Breuning, 1954
  - Micromandibularia rufa